# Август фон Зайн-Витгенщайн-Хоенщайн
Август Давид фон Зайн-Витгенщайн-Хоенщайн (на немски: August David zu Sayn-Wittgenstein-Hohenstein; * 14 април 1663, Клетенберг; † 27 август 1735, Витгенщайн) от рода Зайн-Витгенщайн, е пруски политик, от 1723 до смъртта си граф на Зайн-Витгенщайн-Хоенщайн с резиденция в двореца „Витгенщайн“ при днешния град Бад Ласфе в Северен Рейн-Вестфалия.

## Живот
Той е третият син на граф Густав фон Зайн-Витгенщайн-Хоенщайн (1633 – 1700) и съпругата му Анна де Ла Плац (1634 – 1705), дъщеря на Франсоа де Ла Плац († 1666), вицеграф на Махо. Внук е на граф Йохан VIII фон Зайн-Витгенщайн-Хоенщайн (1601 – 1657) и графиня Анна Августа фон Валдек-Вилдунген (1608 – 1658). Правнук е на граф Лудвиг II фон Зайн-Витгенщайн (1571 – 1634) и Юлиана фон Золмс-Браунфелс. Праправнук е на граф Лудвиг I фон Зайн-Витгенщайн († 1605) и Елизабет фон Золмс-Лаубах. По-големите му братя са бездетният Хайнрих Албрехт (1658 – 1723) и нежененият Карл Фридрих (1661 – 1686, убит във Виена). Сестра му Шарлота (1661 – 1725) е омъжена на 20 юни 1689 г. за граф Карл Лудвиг Албрехт фон Зайн-Витгенщайн (1658 – 1724).
От декември 1701 до 27 декември 1710 г. Август е главен дворцов маршал в двора на пруския крал Фридрих I. На 19 януари 1703 г. той става рицар на Ордена „Черен орел“.
Той е член на кабинета на „тримата графове“, заедно с пруския премиер-министър граф Йохан Казимир Колб фон Вартенберг (1643 – 1712) и тайния военен съветник и губернатор на Берлин граф Александер Херман фон Вартенслебен (1650 – 1734), който от 1702 до 1710 г. 8 години силно влияе и определя политиката на Кралство Прусия.
През 1801 г. представителите на линията Зайн-Витгенщайн-Хоенщайн са издигнати в ранг имперски князе.

## Фамилия
Първи брак: през 1703 г. във Вайлбург с графиня Конкордия фон Зайн-Витгенщайн (* 1679; † 6 юни 1709), дъщеря на граф Фридрих Вилхелм фон Зайн-Витгенщайн-Хоенщайн (1647 – 1685) и съпругата му графиня Шарлота Луиза фон Лайнинген-Дагсбург-Харденбург (1652 – 1713). Те имат децата:
- Шарлота София (1705 – 1787), омъжена 1726 г. за граф Кристиан Николаус Йохан фон Бар († 1765)
- Карл Фридрих Вилхелм (1708 – 1756), граф на Зайн-Витгенщайн-Хоенщайн, женен I. на 6 май 1738 г. за принцеса Августа Албертина фон Насау-Зиген (1712 – 1742), II. на 12 юни 1743 г. за нейната сестра Елизабет Хедвиг фон Насау-Зиген (1719 – 1789), дъщеря на княз Фридрих Вилхелм I Адолф фон Насау-Зиген
- София Поликсена Конкордия (1709 – 1781), омъжена на 23 (24) септември 1728 г. за княз Фридрих Вилхелм II фон Насау-Зиген (1706 – 1734)

Втори брак: на 3 януари 1715 г. с графиня Албертина Амалия фон Лайнинген-Вестербург (* 12 октомври 1686; † 26 март 1723), дъщеря на граф Хайнрих Кристиан Фридрих Ернст фон Лайнинген-Вестербург (1665 – 1702) и Албертина Елизабет фон Зайн-Витгенщайн (1661 – 1716). Те имат децата:
- Хайнрих Ернст Август (1715 – 1792), женен на 18 март 1746 г. за Фридерика Луиза Вилхелмина фон Зайн-Витгенщайн (1726 – 1765), дъщеря на граф Лудвиг Александър фон Зайн-Витгенщайн (1694 – 1768)
- Августа Поликсена Луиза Фердинанда (1719 – 1720)
- Карл Фридрих Густав (1720 – 1723)
- дъщеря (* 1726), омъжена 1746 г.